# Miguel Remón
Miguel Remón Salvador foi um frei franciscano espanhol que nasceu no dia 17 de setembro de 1907 em Teruel na Espanha. Durante a Guerra Civil Espanhola, ele foi morto em 1936 em Cànoves i Samalús, juntamente com os freis Alfonso Lopez, Modesto Vegas, Dionisio Vicente, Pedro Rivera e Francisco Remón. O Papa João Paulo II em 2001, aprovou a sua beatificação, juntamente com 233 mártires.

## Biografia

### Vida e Martírio
Miguel Remón Salvador nasceu no dia 17 de setembro de 1907 em Caudé-Teruel na Espanha, com o nome de batismo de Eugeniusz. Na juventude, entrou na Ordem dos Frades Menores Conventuais na Granollers no ano de 1927 e depois foi enviado para Assis na Itália para estudar filosofia e teologia.
No dia 11 de novembro de 1928, assume seu nome de religioso Miguel e faz os votos perpétuos no dia 14 de julho de 1933 como irmão leigo na cidade de  Loreto. Durante dois anos serviu no Santuário da Santa Casa de Loreto, como porteiro e cozinheiro. Em 1934 regressou ao convento de Granollers. Durante a eclosão da perseguição religiosa da Guerra Civil Espanhola, foi preso juntamente com Frei Alfonso Lopez e foi fuzilado no dia 03 de Agosto na cidade de Cànoves i Samalús.

### Beatificação
Após a mortes dos religiosos conventuais, o bispo da Arquidiocese de Barcelona iniciou o processo de beatificação no dia 15 de outubro de 1953. Depois disto, o Papa João Paulo II aprova o seu martírio no dia 26 de março de 1999 e no dia 11 de março de 2001 beatifica 233 mártires, entre eles, os da Ordem Franciscana:
- Frei Alfonso Lopez
- Frei Modesto Vegas
- Frei Dionisio Vicente
- Frei Pedro Rivera
- Frei Francisco Remón